# Acrochaeta dimidiata
Acrochaeta dimidiata är en tvåvingeart som beskrevs av Lindner 1949. Acrochaeta dimidiata ingår i släktet Acrochaeta och familjen vapenflugor. Inga underarter finns listade i Catalogue of Life.